# Etymologisches Spektrum
Ein etymologisches Spektrum (englisch etymological spectrum) ist eine Übersicht darüber, woher – aus welchen Sprachen – die Wörter einer bestimmten Sprache stammen.

## Das etymologische Spektrum des Deutschen
Bei ihrer Untersuchung des etymologischen Wörterbuchs von Kluge hat Katharina Ternes alle Einträge bearbeitet, für die Angaben zu finden waren, in welchem Jahrhundert sie im Deutschen auftauchten, insgesamt 11.144 Stichwörter, darunter 5434 Entlehnungen (Fremd- und Lehnwörter). Ihre Daten werden in der folgenden Tabelle aufgeführt. Zusätzlich wurde untersucht, ob ein mathematisches Modell gefunden werden kann, dem die beobachteten Daten folgen, entsprechend der grundsätzlichen Annahme der Quantitativen Linguistik, dass sprachliche Prozesse und Strukturen von Gesetzen gesteuert werden. In Übereinstimmung mit bereits erfolgten Untersuchungen wird ein Modell erprobt, das Altmann für beliebige Rangordnungen entwickelt hat:
{\displaystyle y_{x}={\frac {\binom {b+x}{x-1}}{\binom {a+x}{x-1}}}c,\quad x=1,2,3,\dots }
Die folgende Tabelle enthält nur die Sprachen, aus denen laut Kluge mindestens drei Entlehnungen stammen; für die Berechnungen wurden aber alle Herkunftssprachen berücksichtigt, auch bei den prozentualen Angaben. Das etymologische Spektrum (hier: Fremdwortspektrum) des Deutschen stellt sich wie folgt dar:
| Rang | Herkunftssprache | Zahl der Wörter | relativer Anteil | Berechnung |
| ---- | ---------------- | --------------- | ---------------- | ---------- |
| 1    | Latein           | 2051            | 37,74            | 2051,00    |
| 2    | Französisch      | 1381            | 25,41            | 1236,30    |
| 3    | Niederdeutsch    | 558             | 10,27            | 753,19     |
| 4    | Englisch         | 513             | 9,44             | 463,57     |
| 5    | Italienisch      | 317             | 5,83             | 288,13     |
| 6    | Griechisch       | 179             | 3,29             | 180,77     |
| 7    | Niederländisch   | 139             | 2,26             | 114,44     |
| 8    | Rotwelsch        | 66              | 1,21             | 73,08      |
| 9    | Spanisch         | 51              | 0,94             | 47,06      |
| 10   | Jiddisch         | 25              | 0,46             | 30,55      |
| 11   | Russisch         | 19              | 0,35             | 19,98      |
| 12   | Tschechisch      | 14              | 0,26             | 13,17      |
| 13   | Altnordisch      | 11              | 0,20             | 8,74       |
| 14   | Polnisch         | 11              | 0,20             | 5,85       |
| 15   | Türkisch         | 9               | 0,17             | 3,93       |
| 16   | Hebräisch        | 8               | 0,15             | 2,66       |
| 17   | Portugiesisch    | 8               | 0,15             | 1,82       |
| 18   | Schwedisch       | 7               | 0,13             | 1,25       |
| 19   | Sorbisch         | 7               | 0,13             | 0,86       |
| 20   | Arabisch         | 6               | 0,11             | 0,60       |
| 21   | Ungarisch        | 6               | 0,11             | 0,42       |
| 22   | Japanisch        | 4               | 0,07             | 0,29       |
| 23   | Norwegisch       | 4               | 0,07             | 0,21       |
| 24   | Afrikaans        | 3               | 0,06             | 0,16       |
| 25   | Grönländisch     | 3               | 0,06             | 0,10       |
| 26   | Malaiisch        | 3               | 0,06             | 0,07       |

Die Tabelle ist nach Rängen geordnet, wobei die Herkunftssprachen je nach der Zahl der von ihnen übernommenen Wörter gelistet sind. „Zahl der Wörter“ gibt an, wie viele Wörter aus der betreffenden Herkunftssprache ins Deutsche entlehnt wurden. Bei Wörtern, die über mehrere Sprachen ins Deutsche gelangten, handelt es sich um die Sprache, aus der die Wörter entlehnt wurden, nicht um die Ursprungssprache. So stammt „Kaffee“ aus dem Arabischen (vermutliche Ursprungssprache) und gelangte über mehrere Zwischenstufen ins Deutsche, zuletzt aus dem Französischen (Herkunftssprache). Das Wort wurde hier als Entlehnung aus dem Französischen aufgenommen. Mit „relativer Anteil“ ist angegeben, welchen Anteil an allen entlehnten Wörtern die betreffende Herkunftssprache hat. Die Spalte „Berechnung“ schließlich gibt an, wie viele Wörter aus der betreffenden Sprache entlehnt sein müssten, wenn das angegebene mathematische Modell an die beobachteten Daten angepasst wird. 
Die Berechnung erfolgt mit c = y1, a und b sind die Parameter des Modells, das den Trend der Entlehnungen mit D = 0,99 hervorragend wiedergibt, da D bestenfalls den Wert 1,00 erreichen kann. (D ist der Determinationskoeffizient, das Testkriterium, das angibt, ob die Anpassung des Modells an die Daten gelungen ist oder nicht. Die Anpassung wird bei D ≥ 0,80 als gelungen betrachtet.)
Man muss hier berücksichtigen, dass etymologische Wörterbücher immer nur einen kleinen Teil des Wortschatzes einer Sprache auflisten, weniger als 5 %, wenn man umfangreiche Wörterbücher wie Duden. Deutsches Universalwörterbuch mit ihren deutlich über 200.000 Stichwörtern zum Vergleich nimmt, die ja ebenfalls keineswegs vollständig den Wortschatz des Deutschen erfassen; viele neue Entlehnungen, Ableitungen, Komposita sowie Neubildungen (Neologismen) fehlen (noch). Die relative Stellung der Herkunftssprachen in der Rangfolge scheint aber im Prinzip zu stimmen. Andererseits sind etymologische Wörterbücher generell nicht besonders reichhaltig an Entlehnungen; man darf also die absoluten Werte in der Tabelle jetzt nicht als zahlenmäßig genaue Angaben über die Fremd- und Lehnwörter im Deutschen missverstehen. Die Tabelle führt zum Beispiel lediglich 4 Wörter aus dem Japanischen an; tatsächlich sind rund 500 Entlehnungen bekannt. Dabei ist das Japanische in fast allen Fällen sowohl die Ursprungs- als auch die Herkunftssprache.
Aus der Sicht der Quantitativen Linguistik hat sich bisher bei allen derartigen Untersuchungen gezeigt, dass Altmanns Modell für beliebige Rangordnungen die Befunde in sehr guter Weise erfasst.

## Weitere Literatur
- Karl-Heinz Best: Das Fremdwortspektrum im Türkischen. In: Glottometrics 17, 2008, Seite 8–11 (PDF Volltext).
- Karl-Heinz Best: Zum etymologischen Spektrum des Hundeshagener Kochums. In: Göttinger Beiträge zur Sprachwissenschaft 19, 2009, Seite 25–29. (Ende 2011 erschienen.)
- Karl-Heinz Best: Zum Fremdwortspektrum im Japanischen. In: Glottotheory 3/1, 2010, Seite 5–8.